# Klyngon
Klyngon is een geslacht van vliesvleugeligen uit de familie Eulophidae. De wetenschappelijke naam van dit geslacht is voor het eerst geldig gepubliceerd in 2005 door Hansson.

## Soorten
Het geslacht Klyngon omvat de volgende soorten:
- Klyngon albicornis Hansson & La Salle, 2010
- Klyngon aulacis Hansson & La Salle, 2010
- Klyngon bouceki Hansson, 2005
- Klyngon brasiliense Hansson & La Salle, 2010
- Klyngon copaiferae Hansson & La Salle, 2010
- Klyngon costalimai Hansson & La Salle, 2010
- Klyngon gibberum Hansson & La Salle, 2010
- Klyngon guimaraesi Hansson & La Salle, 2010
- Klyngon hortense Hansson & La Salle, 2010
- Klyngon jimenezi Hansson, 2005
- Klyngon pegosoma Hansson & La Salle, 2010
- Klyngon petalon Hansson & La Salle, 2010
- Klyngon serjaniae Hansson & La Salle, 2010